# Robert Carsen
Robert Carsen, né le 23 juin 1954 à Toronto, est un metteur en scène canadien.

## Biographie
Né au Canada, Robert Carsen a étudié à Toronto avant de compléter sa formation de comédien à l’Old Vic Theatre School de Bristol. 
Il entame ensuite une carrière de metteur en scène qui le conduit dans les théâtres les plus prestigieux. À l’opéra, il met en scène A Midsummer Night’s Dream de Benjamin Britten, production créée au Festival d’Aix-en-Provence en 1991, puis reprise dans de nombreux théâtres parmi lesquels La Scala de Milan (juin 2009) et le Liceu de Barcelone. Robert Carsen revient à Aix-en-Provence pour Die Zauberflöte, ainsi que pour Semele et Orlando de Haendel, ses autres engagements en France le conduisant à Bordeaux (Le Nozze di Figaro, reprises au Théâtre des Champs-Élysées, Barcelone, Tel Aviv et Gênes), Lyon (Salome), et l’Opéra de Paris, où il a signé dix productions : Manon Lescaut, I Capuleti e i Montecchi, Nabucco, Lohengrin, Les Contes d'Hoffmann, Alcina, Rusalka, Les Boréades, Capriccio et Tannhäuser. En 2006, il a adapté et mis en scène Candide de Léonard Bernstein pour le Théâtre du Châtelet. La production est donnée également à La Scala de Milan, à l'English National Opera à Londres et aussi à Kōbe et Tokyo.
Il est régulièrement invité à l’Opéra des Flandres (pour un cycle des sept principaux opéras de Puccini, Jenufa, Katja Kabanova et La Petite Renarde rusée de Janáček, la création mondiale de Richard III de Giorgio Battistelli) ainsi qu'à d'autres opéras et théâtres importants : 
- à l’Opéra d’Amsterdam (Dialogues des Carmélites, Fidelio et Carmen' (première en juin 2009) ;
- à l’Opéra de Cologne (Der Ring des Nibelungen, les trois opéras de Verdi inspirés par William Shakespeare : Macbeth, Otello et Falstaff) ;
- au Staatsoper de Vienne (Jérusalem de Verdi, Die Frau ohne Schatten de Richard Strauss et Manon Lescaut de Puccini) ;
- au Lyric Opera de Chicago (Orfeo ed Euridice et Iphigénie en Tauride de Gluck) ;
- au Metropolitan Opera de New York (Mefistofele et Eugène Onéguine) ;
- ainsi que dans les festivals de Brégence (Il Trovatore) et Salzbourg (Der Rosenkavalier). Il a également mis en scène Armide de Lully (Théâtre des Champs Elysées), L’incoronazione di Poppea et Rinaldo (Glyndebourne Festival Opera), Ariadne auf Naxos (Munich et Berlin), Salome (Turin), Mitridate (théâtre de la Monnaie, Bruxelles, et Theater an der Wien, Vienne), Elektra à Tokyo et Florence et La Traviata pour la réouverture de La Fenice de Venise en 2004. Autres productions : My Fair Lady au Châtelet, L'Affaire Makropoulos à l'Opéra du Rhin (2010) et La Bohême (2011), Le Tour d'écrou au Theater an der Wien à Vienne (où il a également signé les décors et costumes). En décembre 2011, sa nouvelle production de Don Giovanni a ouvert la saison à la Scala de Milan. En 2014, il met en scène Platée, comédie lyrique de Jean-Philippe Rameau.

Dans l’univers du théâtre, Robert Carsen met en scène Mère Courage de Brecht au Piccolo Teatro de Milan et L’Éventail de Lady Windermere d’Oscar Wilde à l’Old Vic de Bristol. Il conçoit pour le théâtre du Châtelet, le spectacle Nomade avec Ute Lemper, et, pour Disneyland Paris, le Buffalo Bill’s Wild West Show. Pour le compositeur Andrew Lloyd Webber, il met en scène deux comédies musicales, The Beautiful Game (Cambridge Theatre de Londres) et Sunset Boulevard (en tournée au Royaume-Uni). Il supervise l’enregistrement de L'Histoire du soldat de Stravinsky avec Sting, Vanessa Redgrave et Ian McKellen.
En 2006 il a conçu et mis en scène la cérémonie pour fêter les 60 ans du Festival de Cannes (avec Juliette Binoche).
Officier dans l’ordre des Arts et des Lettres, et également officier de l’Ordre du Canada, Robert Carsen a reçu le prix du Syndicat de la critique en France pour A Midsummer Night’s Dream, Candide et Dialogues des Carmélites ; et le Prix Abbiati en Italie pour Dialogues des Carmélites, Fidelio, Katja Kabanova et Götterdämmerung. Sa production de A Midsummer Night’s Dream est primée comme meilleur enregistrement DVD d’opéra au Midem en 2007, et sa mise en scène de Dialogues des Carmelites remporte le prix Campoamor en Espagne, la captation DVD de cette même production (enregistrée à La Scala) ayant reçu le prix de la BBC pour le meilleur enregistrement de 2008. Dans cette même année, il était scénographe et directeur artistique de l’exposition consacrée à Marie-Antoinette au Grand-Palais à Paris. En 2010 il a scénographié l'exposition consacrée à l'architecte Charles Garnier à l'École des Beaux-Arts de Paris. Et en 2015, Splendeurs et misères - Images de la prostitution 1850-1910 au musée d'Orsay.
En 2014, sa mise en scène de My Fair Lady a été nommée au Globes de cristal dans la catégorie Meilleure comédie musicale.

## Récompenses
- International Opera Award dans la catégorie « metteur en scène » (2020)[1].